# بيل إنديكوت (لاعب كرة قاعدة)
بيل إنديكوت (بالإنجليزية: Bill Endicott)‏ هو لاعب كرة قاعدة أمريكي، ولد في 4 سبتمبر 1918، وتوفي في 26 نوفمبر 2016 في ساكرامنتو في الولايات المتحدة.

## وصلات خارجية
- بيل إنديكوت على موقع دوري كرة القاعدة الرئيسي (الإنجليزية)
- بيل إنديكوت على موقعبيزبول رفرنس.كوم (الدوري الرئيسي) (الإنجليزية)
- بيل إنديكوت على موقعبيزبول رفرنس.كوم (الدوري الثانوي) (الإنجليزية)